# Riedaster reicheli
Riedaster reicheli es una especie de estrella de mar extinta de la familia Astropectinidae. Fue descrita por primera vez por Kutscher y Röper en 1999 a partir un fósil con cuerpo tridimensional. La localidad tipo es Papierschifer, que se compone de lodolita submareal poco profundo en la Formación Papierschiefer en el distrito de Ried, Alemania. Es la especie tipo del género Riedaster y se remonta al Jurásico Superior.

## Enlaces externos

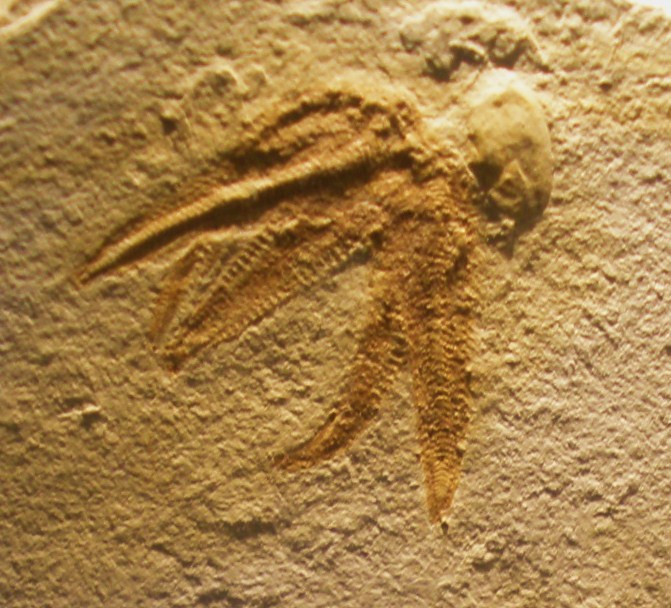
fósil de Riedaster reicheli con cuerpo completo.